# Colin Cotterill
Colin Cotterill (* 2. Oktober 1952 in London) ist ein britischer Schriftsteller und Cartoonist.

## Leben
Nach seinem Pädagogikstudium startete Cotterill eine Weltreise. Längere Zeit arbeitete er als Sportlehrer in Israel, als Grundschullehrer in Australien, als Ratgeber für behinderte Schüler in den USA und als Hochschuldozent in Japan. In Südostasien setzte er sich für die Aus- und Weiterbildung von Lehrern ein. Im Auftrag der UNESCO verfasste Cotterill den 40-teiligen Sprachkurs English by accident für das laotische Fernsehen. Dort gründete er außerdem eine Nichtregierungsorganisation, die sich für den Kinderschutz engagiert. Nachdem er diese zwei Jahre lang geleitet und sich intensiv mit den Themen Kinderrecht und -misshandlung auseinandergesetzt hatte, wechselte er zu ECPAT, einer internationalen Organisation gegen Kinderprostitution und -pornografie.
In Bangkok wurde er Kolumnist der Bangkok Post. Dort und in Phuket kam er in Kontakt mit ECPAT und anderen NGOs, die gegen die Zwangsprostitution (Trafficking) von Jugendlichen und Kindern kämpfen.
Seit 2001 schreibt Cotterill Bücher. Mittlerweile sind über 20 Romane, einige Kolumnen und andere Publikationen erschienen, in denen sich Themen wie Kinderrechte und Beschreibungen Südostasiens immer wieder finden. Bekannt ist sein Zyklus um den laotischen Rechtsmediziner „Dr. Siri Paiboun“. Seine literarischen Werke sind mittlerweile mit mehreren Preisen ausgezeichnet und auch als Cartoonist ist Cotterill gefragt. Er zeichnet bereits seit 1990 für verschiedene Zeitschriften und hat eigene Bände herausgegeben. Aufgrund des Erfolgs seiner Werke gründete er das Books for Laos-Programm, bei dem er und seine Fans Bücher an laotische Schulzentren spenden.
Colin Cotterill ist in zweiter Ehe verheiratet und lebt in einem Fischerdorf am Golf von Thailand.

## Ehrungen
- 2006 Dilys Award für den Roman Dr. Siri sieht Gespenster
- 2007 Prix du polar
- 2009 Dagger Award

## Werke (Auswahl)
Dr.-Siri-Reihe
- Dr. Siri und seine Toten. („The Coroner's Lunch“, 2004). Deutsch von Thomas Mohr. Manhattan, München 2008, ISBN 978-3-442-54642-8.
- Dr. Siri sieht Gespenster. („Thirty-Three Teeth“, 2005). Deutsch von Thomas Mohr. Manhattan, München 2009, ISBN 978-3-442-54644-2.
- Totentanz für Dr. Siri. („Disco for the Departed“, 2006). Deutsch von Thomas Mohr. Manhattan, München 2010, ISBN 978-3-442-54665-7.
- Briefe an einen Blinden – Dr. Siri ermittelt. („Anarchy and Old Dogs“, 2007). Deutsch von Thomas Mohr. Manhattan, München 2011, ISBN 978-3-442-54680-0.
- Der Tote im Eisfach – Dr. Siri ermittelt. („Curse of the Pogo Stick“, 2008). Deutsch von Thomas Mohr. Manhattan, München 2012, ISBN 978-3-442-54681-7.
- Der fröhliche Frauenhasser – Dr. Siri ermittelt. („The Merry Misogynist“, 2009). Deutsch von Thomas Mohr. Manhattan, München 2013, ISBN 978-3-442-54682-4.
- Grabgesang für Dr. Siri – Dr. Siri ermittelt. („Love Songs from a Shallow Grave“, 2010). Deutsch von Thomas Mohr. Manhattan, München 2014, ISBN 978-3-442-54738-8.
- Dr. Siri und der explodierende Drache. („Slash and Burn“, 2011). Deutsch von Thomas Mohr. Manhattan, München 2015, ISBN 978-3-442-54754-8.
- Dr. Siri und die Geisterfrau. („The Woman Who Wouldn't Die“, 2013). Deutsch von Thomas Mohr. Manhattan, München 2016, ISBN 978-3-442-54768-5.
- Dr. Siri und die Tränen der Madame Daeng („Six and a half deadly sins“, 2015). Deutsch von Thomas Mohr. Goldmann, München 2018, ISBN 978-3-442-31474-4.
- Dr. Siri und der verschwundene Mönch – Dr. Siri ermittelt. („I Shot the Buddha“, 2016). Deutsch von Thomas Mohr. Goldmann, München 2019, ISBN 978-3-442-31523-9.
- Dr. Siri und die Spiele der Rattenfänger. („The Rat Catchers' Olympics“, 2017). Deutsch von Thomas Mohr. Goldmann, München 2020, ISBN 978-3-442-31548-2.
- Dr. Siri und das sitzende Skelett – Dr. Siri ermittelt. („Don't Eat Me“, 2018). Deutsch von Thomas Mohr. Goldmann, München 2023, ISBN 978-3-442-31650-2.
- Dr. Siri und der rätselhafte Hund. (The Second Biggest Nothing, 2019). Deutsch von Thomas Mohr. Goldmann, München 2024, ISBN 978-3-442-31734-9.
- The Delightful Life of a Suicide Pilot (2020)

Jimm-Juree-Reihe
- Der Tote trägt Hut – Ein Thailand-Krimi. („Killed at the Whim of a Hat“, 2011). Deutsch von Jörn Ingwersen. Goldman, München 2013, ISBN 978-3-442-47702-9.
- Ein Kopf macht noch keine Leiche – Ein Thailand-Krimi. ("Grandad, There's a Head on the Beach", 2012). Deutsch von Jörn Ingwersen. Goldman, München 2014, ISBN 978-3-442-48127-9.
- Mit Axt, Charme und Melone – Ein Thailand-Krimi. ("The Axe Factor", 2014). Deutsch von Jörn Ingwersen. Goldman, München 2015, ISBN 978-3-442-48260-3.
- The Amok Runners (2016)

Standalones
- The Night Bastard. Suk's Editions, Bangkok 2000, ISBN 974-7457-24-5.
- Evil in the Land Without. Asia Books, Bangkok 2003, ISBN 974-8303-70-5.
- Ethel and Joan Go to Phuket. Matichon Publ., Bangkok 2004, ISBN 974-323-236-2.
- Pool and Its Role in Asian Communism. Asia Books, Bangkok 2005, ISBN 974-8303-76-4.
- Ageing Disgracefully. Quercus Books, London 2009, ISBN 978-6-169-03935-8.
- The Motion Picture Teller. Soho Crime, New York 2023, ISBN 978-1-641-29435-5.